# Anatoliy Yulin
Anatoliy Ivanovich Yulin (en russe : Анатолий Иванович Юлин ; né le 9 mars 1929 à Beketovo - mort le 29 août 2002) est un athlète représentant l'Union soviétique, spécialiste du 400 mètres haies.

## Biographie

### Palmarès
| Date | Compétition           | Lieu     | Résultat | Performance |
| ---- | --------------------- | -------- | -------- | ----------- |
| 1952 | Jeux olympiques       | Helsinki | 4e       | 52 s 8      |
| 1954 | Championnats d'Europe | Berne    | 1er      | 50 s 5      |

### Records
| Épreuve          | Performance | Lieu  | Date |
| ---------------- | ----------- | ----- | ---- |
| 400 mètres       | 49 s 0      | —     | 1955 |
| 400 mètres haies | 50 s 5      | Berne | 1954 |